# Hélène Rivier
Hélène Rivier (25 de mayo de 1902, Porrentruy -  11 de febrero de 1986, Ginebra) fue una bibliotecaria suiza. Creó la primera biblioteca pública en Suiza asegurando un servicio de acceso libre y gratuito al préstamo de libros en 1931 en Ginebra.

## Biografía
Hélène-Ida Rivier fue la hija de Émile Théodore Rivier, pastor de la parroquia reformista de Porrentruy, y de Annie Rosa. Era hija de una familia numerosa, la sexta de nueve hermanos. Era sobrina de Alphonse Rivier (1835-1898), cofundador del Instituto de derecho internacional y cónsul general de Suiza en Bruselas desde 1886 y de Louis Rivier (1820-1883), uno de los fundadores de la Escuela politécnica Federal de Lausana.
Su padre no le permitió hacer estudios universitarios, teniendo que renunciar a la carrera de medicina que quería realizar.
Aprendió a tocar el piano después del órgano con el fin de acompañar en el culto en la iglesia donde oficiaba su padre.

## Formación en la escuela de estudios sociales para mujeres de Ginebra
Después de un año de estancia en Leysin, Hélène Rivier se inscribió en la sección de las "secretarias-bibliothécaires" de la escuela de estudios sociales para mujeres de Ginebra. Fue una de las primeras mujeres diplomadas en el curso 1928-1929. Su trabajo de diplomatura se tituló: Catálogo de las obras de Théodore de Bèze y de Jean Calvino que se encuentran en el Museo histórico de la Reforma en Ginebra. Trabajando allí, reorganizó el reglamento sobre la utilización de la Biblioteca del Museo internacional de la Reforma
Durante su formación, efectuó estancias de prácticas en bibliotecas ginebrinas como la Sociedad de las Naciones y en Friburgo.
Después de la obtención de su diploma, Hélène Rivier trabajó en primer lugar como asistente a la Biblioteca de la Sociedad de las Naciones.
En 1931, El Consejo administrativo de la ciudad de Ginebra le confió la dirección de su nueva Biblioteca moderna. André Oltramare, entonces jefe del Departamento de la instrucción pública había viajado a Inglaterra en 1928. De regreso, propuso a las autoridades ginebrinas la creación de un servicio parecido a las bibliotecas municipales inglesas. El 11 de marzo, el proyecto de decreto fue aceptado. Hélène Rivier estuvo apoyada por Édouard Dufour, antiguo bibliotecario de la Sociedad de lectura. Efectuó viajes a grandes bibliotecas europeas, sobre todo en Alemania y en Inglaterra (lo que la inspirará para las bibliotecas municipales), para prepararse en su nueva función.
La Biblioteca moderna, situada a pie de calle en el edificio de la Madeleine fue inaugurada el 21 de octubre de 1931. Estaba dotada de una sala de lectura y de una biblioteca de préstamo con una novedad: los libros son de libre acceso. Los servicios eran gratuitos. Los lectores podían acceder a las estanterías y escoger ellos mismos los libros que les interesban.
En mayo de 1933, Hélène Rivier puso en marcha la primera biblioteca infantil, llamada "Biblioteca popular", o todavía "Biblioteca para todos" en Ginebra. Se trata de la "Sección de los jóvenes" de la "Biblioteca moderna". Estaba abierta a los niños de 12 a 16 años, una vez por semana, el jueves mañana. Este día, en la sala de lectura utilizada igualmente por los adultos, las niños podían leer allí mismo y llevarse a casa los libros y álbumes que habían seleccionado.
En 1936, en Berna el 12 de octubre, durante la presentación de un informe sobre  "la Biblioteca Moderna de Ginebra, sus funciones, su público" con ocasión del curso de perfeccionamiento organizado por la Asociación de bibliotecarios suizos, Hélène Rivier, mostró su proyecto de reorganización de las bibliotecas municipales, previendo en sus grandes líneas:
1. La Biblioteca central, con la Dirección general, la administración general; el departamento general para las adquisiciones, la encuadernación y la catalogalización. Esta biblioteca tendría una sala de lectura y una sala de periódicos. Sería igualmente una biblioteca de préstamo con una colección especial de volúmenes con relación a la técnica y bellas artes así como una biblioteca infantil.
2. Las sucursales, dependientes directamente de la Biblioteca central, tendrían cada una sala de lectura y una biblioteca de préstamo con acceso libre a las estanterías.
3. Un depósito de libros para las zonas rurales, donde se utilizaría el bibliobús (como el empleado en las bibliotecas rurales de Kent en Inglaterra o en las afueras de Dresde).[14]

## Directora de las bibliotecas municipales de Ginebra
En 1941, después de la jubilación de Eugène Dujardin, director de las Bibliotecas circulantes, el Consejo administrativo de la ciudad de Ginebra decidió fusionar la Biblioteca circulante con la Biblioteca moderna de Ginebra. Esta fusión dio nacimiento a las bibliotecas municipales de Ginebra (BM). Hélène Rivier fue encargada de la dirección general de este nuevo servicio siendo la primera directora del BM Ginebra, de 1941 a 1966.
El mismo año, proyectó la puesta en marcha de una verdadera Biblioteca para los Jóvenes en un nuevo local que serviría a la vez de sala de lectura y de biblioteca de préstamo. Como consecuencia de la fusión de la biblioteca circulante con la biblioteca moderna, el edificio de la Madeleine fue reorganizado en 1942. La puesta en marcha de la biblioteca de las jóvenes fue realizada al tiempo que otros trabajos. Estaba dotada de su propia sala de lectura.
El 15 de marzo de 1948, procedió a la reapertura de la biblioteca municipal de Plainpalais, tras haber estado cerrada durante un año, al ser agrandada y enriquecida tanto a nivel de espacio como de las colecciones.
El año siguiente, puso en marcha la biblioteca de las enfermedades en el hospital cantonal (después a la clínica psiquiátrica de Bel-Air en 1959), en el marco del BM.
Hélène Rivier se inspiró en modelos londinenses y grenoblinos para crear el primer servicio de bibliobus de Suiza en 1962, con el apoyo de Pierre Bouffard, entonces consejero administrativo de la Ciudad de Ginebra con el fin de permitir el acceso a la lectura de los barrios que no habían todavía de bibliotecas.
Se jubiló en 1966 y fue reemplazada por Janine Brunet.
Según Alain Jacquesson, antiguo director de instituciones entre las que estaba la Biblioteca de Ginebra (1993-2007) donde se jubiló, Hélène Rivier fue "durante de largos años la única jefa de servicio de la administración municipal ginebrino".

## Escuela de estudios sociales para mujeres de Ginebra

### Enseñanza
Hélène Rivier enseñó en la Escuela social de Ginebra para mujeres desde 1947, donde tuvo un escaño en la comisión consultiva. Retomó el "Curso sobre las bibliotecas populares" dado por Auguste Bouvier, bibliotecario en la Biblioteca pública y universitaria de Ginebra de 1922 a 1947. Rechazó ser titular del curso, prefiriendo el de "Lectura pública y vulgarización"  que le habían propuesto. Este curso puso en relieve el rol social de las bibliotecas, suscitando el interés de los alumnos, mucho fueron diplomados con ella.
En 1948, participó en la organización de la biblioteca de la división inferior de la escuela superior de las jóvenes de Ginebra, dirigiendo el trabajo de diploma de Mlles Picot y Schauenberg que detalla este proyecto.
Ella supervisó igualmente a Roberte Pipy, quién dirigió las bibliotecas municipales de Ginebra de 1976 a 1988, así como el trabajo de Mlle Bourquin, quien reunió y clasificó los volúmenes iniciales de la biblioteca municipal de Monthey.

### Título del diploma
Después de su asamblea general en Bienne en mayo de 1953, las antiguas alumnas habían pedido a la escuela que el término "secretaria" ya no figurase en el diploma de final de estudios. Provocó una discusión entre la dirección y los alumnos en formación, donde, según Jacqueline Corto, codirectora de la Escuela de bibliotecarias de 1965 a 1993  "la firme intervención de Hélène Rivier, a favor de la supresión del término "secretaria" fue determinante". Un compromiso permitió encontrar la formulación "diploma de la escuela de bibliotecarias ".

## Una vida al servicio de la lectura pública

### La promoción de la lectura pública
Totalmente comprometida a favor de una ancha abertura del acceso de la lectura y de la cultura a la mayoría de los habitantes de Ginebra, Hélène Rivier se mantuvo siempre a distancia de los partidos políticos, a lo largo de su carrera. Cuando fue necesario, se enfrentó a la administración municipal hasta ganar su caso: "Me habrían pisado si no hubiera luchado", dijo. Su gran tamaño, que intimidaba a algunos de sus superiores, a veces le servía.
La promoción de la lectura pública pasaba igualmente por las visitas de sus bibliotecas que organizaba para las autoridades municipales, la prensa, u otras bibliotecarias, con el fin de mostrar su funcionamiento. Pronunció conferencias, como aquella del 1.º de febrero de 1953, consagrada a las bibliotecas públicas inglesas y su influencia sobre las bibliotecas suizas" a la Asamblea de la Sociedad de los amigos de la Biblioteca moderna.

### Maria Popesco
María Popescu era una fiel lectora de la biblioteca de la cárcel de Saint-Antoine. Durante un viaje a Rumanía, Hélène Rivier pudo ponerse en contacto con el padre de Maria Popesco y, gracias a ella, este pudo instalarse en Ginebra hasta su muerte..

### Una pionera
Según Franz Georg Maier, Hélène Rivier puede ser considerada como la fundadora de la biblioteconomía pública moderna en Suiza, ya que otros cantones (Vaud, Neuchâtel, Zúrich) se inspiraron en el modelo ginebrino.

## Publicaciones
- Rivier, Hélène Catalogo de las obras de Théodore de Bèze y de Jean Calvino que se encuentran al Museo histórico de la Réformation a Ginebra, [Ginebra]: [Museo histórico de la Réformation], 1928, 23 f ; 30 cm 30 cm
- Rivier, Hélène, La biblioteca moderna de Ginebra, sus funciones, su público, Publikationen der Vereinigung schweizerischer Bibliothekare, 16, 1937, S. 36-45
- Rivier, Hélène, Las bibliotecas municipales de Ginebra: discurso pronunciado por Hélène Rivier el 2 de noviembre de 1967 a la recepción de adiós del Hotel Territorio metropolitano, Ginebra : 1967, [6] p; 8°
- Rivier, Hélène, "Las bibliotecas municipales de Ginebra ponen en servicio un bibliobús urbano", Nachrichten VSB/SVD, Jg. 38 (1962), S. 33-36